# Івасик-Телесик
«Івасик-Телесик» (рос. Ивасик-Телесик) — радянський анімаційний фільм 1989 року Творчого об'єднання художньої мультиплікації студії Київнаукфільм, автор сценарію і режисер — Алла Грачова. Мультфільм озвучено українською мовою, а титри - російською.

## Сюжет
За мотивами української народної казки про Івасика-Телесика.

## Над фільмом працювали
- Автор сценарію і кінорежисер: Алла Грачова;
- Художник-постановник: Микола Чурилов;
- Композитор: Юрій Шевченко;
- Кінооператор: Анатолій Гаврилов;
- Звукооператор: Ігор Погон;
- Художники-мультиплікатори: Алла Грачова, Ірина Бородаєва, О. Коваленко;
- Асистенти: Ада Лапчинська, Ігор Котков, Н. Коваленко, В. Єзерський;
- Редактор: Світлана Куценко;
- Монтаж: Лідія Мокроусова;
- Директор знімальної групи: Іван Мазепа.

### Ролі озвучили:
- Людмила Козуб,
- Володимир Коршун,
- Людмила Логійко,
- Богдан Бенюк,
- А. Максимова.